# Tayla (futebolista)
Tayla Carolina Pereira dos Santos (Praia Grande, 9 de maio de 1992) é uma futebolista brasileira que atua como zagueira. Atualmente, atua no Grêmio.

## Carreira em clubes
Jogou pelo Santos em 2008 e 2009, no mesmo time campeão de Marta e Cristiane que conquistou o bicampeonato da Copa do Brasil e a Copa Libertadores de 2009 invicta.
Em 2010, foi contratada pelo Foz Cataratas, onde ficou por três temporadas em 2010, 2011 e 2012 e conquistou o tricampeonato paranaense e o título de 2011 da Copa do Brasil.
Em 2013, foi contratada pelo Ferroviária junto com outras três companheiras de time: Beatriz, Rilany e Thaisa, em um acordo de transferência quádrupla.
Teve passagem pelo Centro Olímpico, entre 2015 e 2016, sendo contratada pelo Iranduba.
No ano seguinte, volta ao Santos, onde fica pelos anos de 2017 e 2018, quando o clube conquistou o Campeonato Brasileiro de 2017, o vice-campeonato Paulista de 2017 e o Paulista de 2018 - ano em que foi eleita a melhor zagueira do Campeonato Brasileiro.
No início de 2019, transferiu-se ao Benfica, onde conquistou a Taça Portugal na temporada 2018/2019. Deixou o clube no final do ano, após 10 partidas e três golos.
Em 2020, retornou ao Santos. No final de 2022, renovou seu contrato com o clube por mais um ano. Em 2024, seu último ano no clube, marcou 2 gols em 22 jogos.
Em março de 2024, acerta com o Grêmio, com contrato até o final de 2025. Logo na chegada, se tornou capitã da equipe.

## Seleção Brasileira

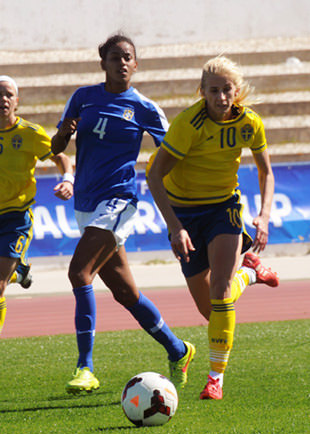

### Copa do Mundo
Sua estreia na Seleção Brasileira foi no Campeonato Sul Americano Feminino Sub 20 de 2012. Na Copa do Mundo Feminina Sub-20 de 2012, Tayla integrou a Seleção Brasileira para disputar pela primeira vez um mundial.
No time principal, sua primeira convocação foi em novembro de 2013, para um amistoso contra os Estados Unidos no Florida Citrus Bowl. Sua estreia na seleção principal foi em 11 de junho de 2014, em um empate sem gols contra a França realizado na Guiana.
Disputou a Copa América de 2014.
Disputou a Copa do Mundo de 2015, ano em que passou a integrar a Seleção Permanente, um projeto da CBF voltado à preparação da seleção feminina para o ciclo da Copa de 2015, Jogos Pan-Americanos de 2015 e Olimpíadas de 2016. Em 2015, lesionou-se e acabou ficando de fora das competições ocorridas no período, indo recuperar-se na Ferroviária. Voltou à Seleção em 2018, quando, recuperada da lesão, foi convocada pelo técnico Vadão para a preparação do grupo visando a participação no Torneio das Nações dos Estados Unidos.
Disputou a Copa do Mundo de 2019.

### Copa América
Na Copa América Feminina de 2014, Tayla marcou o quarto gol na goleada da Argentina por 6-0.

## Títulos
Santos
- Copa Libertadores: 2009
- Copa do Brasil: 2008 e 2009
- Campeonato Paulista: 2018[4]
- Campeonato Brasileiro: 2017

Foz Cataratas
- Campeonato Paranaense: 2010, 2011 e 2012
- Copa do Brasil: 2011

Benfica
- Taça Portugal de Futebol Feminino: 2018/2019

Seleção Brasileira
- Copa América: 2014

Individuais
- Seleção do Campeonato Paulista: 2018[4]
- Seleção do Campeonato Brasileiro: 2018[5]